# Adi Said
Adi Said, né le 15 octobre 1990 à Rimba, est un footballeur international brunéien qui évolue au poste d'attaquant en faveur du club de DPMM Brunei.

## Biographie

### En club
Adi commence sa carrière avec le club de Manggis Unis, entraîné par l'ancien attaquant international Majidi Ghani. Il rejoint le Majra FC en 2007, et joue avec sa formation en Brunei Premier League, jusqu'en 2012. Ses performances sur la scène internationale attirent l'attention du seul club professionnel de Brunei, le DPMM FC, qui participe au championnat de Singapour. Il débute avec le DPMM lors de la S-League 2012. Il marque son premier but en faveur de DPMM contre la formation des Warriors FC le 23 juin de cette même année.
Said est utilisé en majorité comme remplaçant au sein de DPMM lors de la saison suivante, achevée à une modeste huitième place, ce qui provoque le licenciement de son entraîneur, le Croate Vjeran Simunić. Le nouvel entraîneur de Said, Steve Kean, est plus réticent à l'utiliser, le limitant à seulement dix apparitions au cours de la saison 2014. Il a toutefois l'occasion de briller, marquant lors de la finale de la Coupe de la Ligue, et délivrant deux passes décisives face à Hougang United et Woodlands Wellington, en août,.
Après une saison 2015 calme (mais achevée sur le titre de champion de Singapour), l'attaquant parvient à être titulaire lors des rencontres de DPMM à domicile en 2016. Il marque un coup franc direct lors d'une victoire de 2-1 sur les Tampines Rovers en Coupe de la Ligue, le 21 juillet.

### En équipe nationale
Comme son frère Shah Razen Said, Adi est devenu un titulaire indiscutable en attaque en équipe nationale, que ce soit en équipes juniors ou avec la sélection A. Avec les moins de 23 ans, il est sélectionné pour participer aux 26e Jeux de l'Asie du Sud-Est, où il marque 3 buts en 5 matchs. Il en devient le capitaine l'année suivante, même s'il ne joue que 4 rencontres en sélection.
Il joue également un rôle de premier plan en aidant les moins de 21 ans brunéiens à remporter l'édition 2012 du Hassanal Bolkiah Trophy, un tournoi international rassemblant les sélections des moins de 21 ans des nations membres de l'ASEAN. Il y marque 5 buts et devient co-meilleur buteur de la compétition en compagnie de l'Indonésien Andik Vermansyah. Dans l'édition 2014 du même tournoi, il est choisi comme l'un des cinq joueurs surclassés autorisés et se voit une nouvelle fois sacré meilleur buteur du tournoi avec 6 buts, malgré une élimination de Brunéi en phase de groupes.
Adi est sélectionné pour la première fois en équipe senior afin de participer aux qualifications pour l'AFF Suzuki Cup 2012, où il marque son premier but international contre le Timor oriental. Il est sélectionné à nouveau pour l'édition 2014, marquant deux autres buts. Il marque le but vainqueur lors de la première victoire de l'histoire de Brunei en qualification pour la Coupe du monde, contre Taïwan, au premier tour des éliminatoires de la Coupe du monde 2018.
En dépit de sa situation en club, où il est peu utilisé, Adi est sélectionné pour la campagne de qualification pour l'AFF Suzuki Cup 2016, organisée en octobre au Cambodge. Il marque le premier but contre le Timor oriental lors du premier match du groupe, remporté 2-1. Il ouvre le score dans le troisième match contre le Laos, mais cette fois, Brunei s'incline 4-3.
Adi est de retour dans le groupe brunéien pour l'AFC Solidarity Cup 2016, disputé une quinzaine de jours plus tard, dans l'état de Sarawak, en Malaisie. Il marque sur coup franc direct contre son adversaire préféré, le Timor oriental. En demi-finale face à Macao, il doit sortir, choisi par son entraîneur pour être remplacé par le second gardien de but, après l'exclusion du portier titulaire, Wardun Yussof. Brunei s'incline à l'issue de la séance des tirs au but.

### Vie personnelle
Adi a trois frères qui représentent le Brunei, à savoir Shah Razen, Amalul et Ahmad Hafiz,,. Il a également cinq frères qui ne sont pas encore internationaux brunéien, à savoir Abdul Azim et Amirul Sabqi, joueurs du Rimba Star, Amiruddin Nizam, joueur du Menglait FC, Abdul Mateen, joueur du MS ABDB et Hakeme Yazid, joueur du DPMM Brunei,,.

## Statistiques

### Buts internationaux
| # | Date            | Stade                                               | Adversaire     | Résultat | Compétition                                                                  |
| - | --------------- | --------------------------------------------------- | -------------- | -------- | ---------------------------------------------------------------------------- |
| 1 | 13 octobre 2012 | Thuwunna Stadium, Rangoun, Birmanie                 | Timor-Leste    | 2–1      | Qualifications pour l'AFF Suzuki Cup 2012                                    |
| 2 | 12 octobre 2014 | Stade national du Laos, Vientiane, Laos             | Timor oriental | 2–4      | Qualifications pour l'AFF Suzuki Cup 2014                                    |
| 3 | 16 octobre 2014 | Stade national du Laos, Vientiane, Laos             | Myanmar        | 1–3      | Qualifications pour l'AFF Suzuki Cup 2014                                    |
| 4 | 12 mars 2015    | Stade national, Kaohsiung, Taïwan                   | Taïwan         | 1–0      | Éliminatoires de la Coupe du monde de football 2018, zone Asie, premier tour |
| 5 | 15 octobre 2016 | Stade olympique de Phnom Penh, Phnom Penh, Cambodge | Timor oriental | 2–1      | Qualifications pour l'AFF Suzuki Cup 2016                                    |
| 6 | 21 octobre 2016 | RSN Stadium, Phnom Penh, Cambodge                   | Laos           | 3–4      | Qualifications pour l'AFF Suzuki Cup 2016                                    |
| 7 | 2 novembre 2016 | Sarawak Stadium, Kuching, Sarawak                   | Timor oriental | 4–0      | AFC Solidarity Cup 2016                                                      |

## Palmarès
Majra FC
- Coupe de la Ligue de Brunei : 2011

DPMM Brunei
- S-League: 2015
- Coupe de la Ligue de Singapour (2) : 2012, 2014

Équipe de Brunei des moins de 21 ans
- Trophée Hassanal Bolkiah : 2012